# Saint-Anselme
Pour l’article ayant un titre homophone, voir Saint Anselme.
Cet article possède un paronyme, voir Anselme.
Saint-Anselme est une municipalité du Québec située dans la MRC de Bellechasse, dans la Chaudière-Appalaches. 

## Géographie
Elle est traversée par la rivière Etchemin. 

## Toponymie
Son nom rappelle Anselme de Cantorbéry.

## Histoire
La municipalité de la paroisse de Saint-Anselme a été fondée en 1845. La municipalité du village de Saint-Anselme a été créée en 1920. Les deux municipalités sont regroupées en 1998. 
L'année 1829 marque le début des constructions liées au culte. Une chapelle-presbytère sera construite selon les plans de l’architecte Thomas Baillairgé et de son mentor, l’abbé Jérôme Demers, vicaire général. François Audet dit Lapointe, alors domicilié à Saint-Charles, où il vient de terminer l’agrandissement de l’église, aura le contrat de construction de la chapelle-presbytère, puis, en 1846, de l’église actuelle, qui sera terminée en 1850.

Source : St-Anselme et Paroisse St-Benoît-de-Bellechasse
Une quinzaine de groupements coopératifs sont nés depuis 1940 : 
- la Société coopérative agricole (1941) ;
- la Boulangerie coopérative (1943) ;
- la Meunerie coopérative (1949) ;
- le Garage coopératif (1955) ;
- l'Avicole régionale Etchemin ;
- le Cercle des jeunes éleveurs.

On y trouvait depuis 1875 des voies ferrées du Quebec Central et du Canadien National mais, en 2012, elles ont été remplacées par la cycloroute de Bellechasse.

## Démographie
| 2001  | 2006  | 2011  | 2016  |
| ----- | ----- | ----- | ----- |
| 3 224 | 3 220 | 3 458 | 3 938 |

| 1861  | 1871  | 1881  | 1891  | 1901  | 1911  | 1921  | 1931  | 1941  |
| ----- | ----- | ----- | ----- | ----- | ----- | ----- | ----- | ----- |
| 2 623 | 2 285 | 2 206 | 2 002 | 2 049 | 2 080 | 1 415 | 1 002 | 1 301 |

| 1951  | 1956  | 1961  | 1966  | 1971  | 1976  | 1981  | 1986  | 1991  |
| ----- | ----- | ----- | ----- | ----- | ----- | ----- | ----- | ----- |
| 1 084 | 1 138 | 1 044 | 1 100 | 1 091 | 1 199 | 1 404 | 1 395 | 1 386 |

| 1996  | - | - | - | - | - | - | - | - |
| ----- | - | - | - | - | - | - | - | - |
| 1 405 | - | - | - | - | - | - | - | - |

| 1921 | 1931 | 1941 | 1951 | 1956  | 1961  | 1966  | 1971  | 1976  |
| ---- | ---- | ---- | ---- | ----- | ----- | ----- | ----- | ----- |
| 400  | 738  | 510  | 991  | 1 086 | 1 131 | 1 237 | 1 400 | 1 735 |

| 1981  | 1986  | 1991  | 1996  | - | - | - | - | - |
| ----- | ----- | ----- | ----- | - | - | - | - | - |
| 1 808 | 1 821 | 1 861 | 1 912 | - | - | - | - | - |

## Administration
Les élections municipales se font en bloc pour le maire et les six conseillers.
| Saint-Anselme Maires depuis 2001                                                                                     |                 |         |          |
| Élection | Maire           | Qualité | Résultat |
| 2001 | Jacques Normand |         | Voir     |
| 2005 | Michel Bonneau  |         | Voir     |
| 2009 | Michel Bonneau  | Voir    |          |
| 2013 | Michel Bonneau  | Voir    |          |
| 2017 | Yves Turgeon    |         | Voir     |
| 2021\| | Yves Turgeon    | Voir    |          |
| Élection partielle en italique Depuis 2005, les élections sont simultanées dans toutes les municipalités québécoises |                 |         |          |

### Élections 2017
Le 5 novembre 2017, 1 791 votants sur les 3 113 électeurs inscrits ont exercé leur droit de vote, soit un taux de participation de 57,5 % (Source : MAMRQ).
À cette élection, Yves Turgeon a défait Michel Bonneau à la mairie. Deux conseillers ont été élus par acclamation, 2 conseillers réélus, et 2 nouveaux venus.

### Conseil municipal
| Fonction     | Attributions     |
| ------------ | ---------------- |
| Maire        | Yves Turgeon.    |
| Conseiller 1 | Dominic Bernier. |
| Conseiller 2 | Dominic Blais.   |
| Conseiller 3 | Réal Audet.      |
| Conseiller 4 | André Gagnon.    |
| Conseiller 5 | Marial Morin.    |
| Conseiller 6 | Alain Carrier.   |

## Personnalités
- Georges Dumont (Saint-Anselme, 1898 - Moncton, 1966), médecin et homme politique.
- Jean-Pierre Blais (Saint-Anselme 17 juin 1949), évêque catholique.
- Louis-Napoléon Larochelle (Saint-Anselme 14 novembre 1834 - Saint-Anselme 27 octobre 1890) [6].